# David August von Apell
Johann David August von Apell (* 23. Februar 1754 in Kassel; † 30. Januar 1832 ebenda) (Pseudonym: Capelli) war ein deutscher Komponist, Schriftsteller, Theaterdirektor und geheimer Kammerrat in Kassel. Er galt als einer der bedeutendsten Autodidakten (Dilettanten) seiner Zeit. Seine Stücke sind mit auch D.F.d.Apell oder G.C.R. von Apell (Geheimer Cammer Rath) gekennzeichnet.
Er war ein Sohn von Christoph Friedrich von Apell († 1795), einem Kriegszahlamtsdirektor in Kassel.

## Leben
Er studierte 1772 Rechtswissenschaften und Kameralistik auf der Akademie in Rinteln und 1773 an der Universität Göttingen. Danach war er Assessor in der Kriegs- und Domänenkammer in Kassel, wo er später Rat und 1799 Oberkammerrat wurde. 1801 wurde er zum Geheimen Kammerrat befördert. Im Königreich Westphalen war er Direktor der Domänen im Departement der Fulda. 1813 war er Geheimer Rat in der Oberrentkammer und stand dieser später als Direktor vor.
Im Alter von 18 Jahren bekam er Unterricht von dem Hofmusiker Wiesel, konnte aber bereits vorher Sonette und Konzerte auf dem Klavier spielen. In Rinteln nahm er Unterricht beim Universitätsorganisten Möller und später Unterricht bei weiteren Musikern am Hof Friedrichs II. von Hessen-Kassel.
Ab 1780 ging er mit seinen Kompositionen an die Öffentlichkeit und erzielte große Erfolge. 1786 schickte er seine Kantate La Tempesta nach Bologna zur Akademie der Philharmoniker, woraufhin er zum Ehrenmitglied ernannt wurde. 1791 wurde er auch Mitglied der schwedischen Akademie der Künste.
1800 machte Papst Pius VII. ihn zum Ritter des Goldenen Sporns (obwohl er Protestant war), was gleichzeitig zu einer Adelserhebung führte. 1804 wurde er zum Direktor des Kasseler Hoftheaters unter Kurfürst Wilhelm I. Im Jahr 1822 ging er in Pension.
In seinem Privatleben war er weniger erfolgreich. Wegen seiner grenzenlosen Verschwendungssucht wurde ihm die Verwaltung seines Vermögens entzogen. Er war seit 1778 verheiratet mit Wilhelmine Caroline Amalie Tischbein (1757–1838), Tochter Johann Heinrich Tischbein des Älteren, aber die Ehe endete in Scheidung. Apell starb in bescheidenen Verhältnissen; sein Erbe bekamen seine Gläubiger.
Seine Tochter Magarethe Luise Theodora Ernestine Frederike (1. Oktober 1782 – 17. Dezember 1859) heiratete am 11. Februar 1804 den Major Alexander von Raet (auch:Rat/Rath).
Johann David von Apell korrespondierte mit einigen Künstlern seiner Zeit, so auch mit Nina d’Aubigny von Engelbrunner, die ihr Werk Essai sur Cassel sogar unter seinem Namen veröffentlichte.

## Werke
Apell war ein sehr kreativer Mensch, veröffentlichte viel, und fand zu seiner Zeit viel Beachtung. Heute sind seine Werke fast völlig unbekannt; auch die nachfolgende Liste kann nur einen Teil seines Werkes zeigen.

### Übersetzungen
Übersetzungen von Operntexten:
- Idomeneo ins Deutsche
- Unterbrochenes Opferfest ins Französische
- La clemenza di Tito, Oper, ins Deutsche

### Kirchenmusik
1. Missa pontificale, vollständig nebst Credo, Sanctus usw. 1800 Papst Pius VII. gewidmet
2. Laudate Dominum, Psalm mit vollem Orchester
3. Beati omnes, Psalm mit vollem Orchester
4. Amen, zweistimmige Fuge
5. Tantum ergo, vollstimmig
6. Lasset unsere Lieder schallen. Kantate zur Kirchweihe 1795

### Theatermusik
1. Tancrede, französische Oper
2. L’amour peintr, französische komische Oper
3. Afcanius und Irene, Erstaufführung Kassel 1797
4. Das Fest der Gatten, Prolog 1797
5. Musik zum Schauspiel Hermann von Unna 1801
6. Chöre zum Schauspiel Salomons Urteil
7. Anatreon, Liederspiel
8. Der Arrestant oder Zwey in einer Person, komische Oper, 1802
9. Amor prigioniero, 1815

### Kammermusik
1. Il trionfo della musica 1787, für Maximilian von Bayern (mit Glasharmonika)
2. La Tempeste, Kantate 1786
3. La Gelosia, Kantate 1786
4. La Scusa, Kantate 1786